# Ronald Cerritos
Ronald Osvaldo Cerritos Flores (* 3. Januar 1975) ist ein ehemaliger Profifußballspieler aus El Salvador.

## Vereine
Cerritos wurde vor allem als Stürmer während seiner Zeit in der Major League Soccer bekannt. Im Jahre 1997 gab er dort sein Debüt für die San José Clash, die später zu den San José Earthquakes wurden. 
Er spielte anschließend für Dallas Burn, DC United, San José Earthquakes und Houston Dynamo. Nachdem er Mitte 2006 aus dem Aufgebot von Houston herausgefallen war, wechselte er zurück in sein Heimatland, wo er bei San Salvador FC aktiv war. 
Anfang 2008 kehrte er wieder zurück in die Vereinigten Staaten. Er spielt nun beim 2007 gegründeten Verein Real Maryland FC in der dritthöchsten Liga USL Second Division.

## Nationalmannschaft
Cerritos ist Nationalspieler seines Landes. Zuletzt tat er beim CONCACAF Gold Cup 2007 für sein Land an.
Sein erstes Länderspiel bestritt er am 12. November 1995 gegen Jugoslawien. Sein erstes Tor für Nationalmannschaft von El Salvador schoss er im Spiel gegen Kolumbien am 29. Mai 1999. Das Spiel endete 2:1 für El Salvador.
| Personendaten    | Personendaten                                        |
| ---------------- | ---------------------------------------------------- |
| NAME             | Cerritos, Ronald                                     |
| ALTERNATIVNAMEN  | Cerritos Flores, Ronald Osvaldo (vollständiger Name) |
| KURZBESCHREIBUNG | salvadorianischer Fußballspieler                     |
| GEBURTSDATUM     | 3. Januar 1975                                       |
| GEBURTSORT       | San Salvador, El Salvador                            |